# Torneo Juvenil de la Concacaf 1970
En esta edición, solo participaron 5 países de la Concacaf que fueron: 1 de Norteamérica 1 de Centroamérica y 3 de las Antillas de América:
Esta fue la tercera edición bajo el mismo formato.

## Participantes
| - Bermudas - Cuba - El Salvador | - Jamaica - México |

## Grupo único
| Equipo      | Pts. | PJ | PG | PE | PP | GF | GC | Dif |
| ----------- | ---- | -- | -- | -- | -- | -- | -- | --- |
| México      | 7    | 4  | 3  | 1  | 0  | 13 | 2  | +11 |
| Cuba        | 6    | 4  | 2  | 2  | 0  | 8  | 1  | +7  |
| Jamaica     | 3    | 4  | 0  | 3  | 1  | 2  | 6  | -4  |
| El Salvador | 3    | 4  | 1  | 1  | 2  | 3  | 9  | -6  |
| Bermudas    | 1    | 4  | 0  | 1  | 3  | 4  | 12 | -8  |

| 27 de septiembre de 1970 | Cuba          | 1:1 (1:0) | Jamaica    | Estadio Juan Abrantes, La Habana |                             |
|                          | Betancurt 16' |           | Largie 71' | Árbitro(s): Kenneth Chaplin      | Árbitro(s): Kenneth Chaplin |

| 29 de septiembre de 1970 | México                                                | 6:0 (1:0) | El Salvador | Estadio Juan Abrantes, La Habana |                             |
|                          | Trejo 5, 80' · Tagle 64, 65' · Díez 67' · Sánchez 77' |           |             | Árbitro(s): Germán González      | Árbitro(s): Germán González |

| 30 de septiembre de 1970 | Cuba                                            | 5:0 (2:0) | Bermudas | Estadio Juan Abrantes, La Habana |                            |
|                          | Fuentes 2, 65' · Betancourt 7, 80+1' · Lara 75' |           |          | Árbitro(s): Alberto Olague       | Árbitro(s): Alberto Olague |

| 1 de octubre de 1970 | El Salvador | 0:0 | Jamaica | Estadio Juan Abrantes, La Habana |  |

| 2 de octubre de 1970 | México                 | 3:2 (3:1) | Bermudas                | Estadio Juan Abrantes, La Habana |                             |
|                      | Tagle 3' · Alba 5, 35' |           | Paynter 20' · Lewis 68' | Árbitro(s): Kenneth Chaplin      | Árbitro(s): Kenneth Chaplin |

| 4 de octubre de 1970 | Cuba                  | 2:0 (1:0) | El Salvador | Estadio Juan Abrantes, La Habana |                            |
|                      | Sánchez 8' · Lara 75' |           |             | Árbitro(s): Alberto Olague       | Árbitro(s): Alberto Olague |

| 4 de octubre de 1970 | Jamaica    | 1:1 (1:0) | Bermudas | Estadio Juan Abrantes, La Habana |  |
|                      | Largie 35' |           | Bean 64' |                                  |  |

| 6 de octubre de 1970 | México                                          | 4:0 (3:0) | Jamaica | Estadio Juan Abrantes, La Habana |                               |
|                      | Tagle 7' · Trejo 25' · Cervantes 34' · Diez 75' |           |         | Árbitro(s): Juan López Fallas    | Árbitro(s): Juan López Fallas |

| 7 de octubre de 1970 | El Salvador                  | 3:1 | Bermudas | Estadio Juan Abrantes, La Habana |  |
|                      | Rivera 32, 60' · Ramírez 52' |     | Lewis ?' |                                  |  |

| 9 de octubre de 1970 | Cuba | 0:0 | México | Estadio Juan Abrantes, La Habana |  |
|                      |      |     |        | Árbitro(s): Kenneth Chaplin      |  |

|                           |
| Bandera de México         |
| Campeón México 2.º título |